# Blue Drop
Blue Drop (ブルー ドロップ?, Burū Doroppu) è un manga scritto e disegnato da Akihito Yoshitomi. Esso è formato da cinque capitoli serializzati sulla rivista Dengeki Comic Gao! di Media Works da giugno 2004 a dicembre 2005 e in seguito raccolti in un volume tankōbon. Nel 2007 Yoshitomi iniziò a lavorare a un nuovo manga intitolato Blue Drop: tenshi no bokura (BLUE DROP ～天使の僕ら～?), che è stato pubblicato sulla rivista Champion Red di Akita Shoten dal 19 febbraio 2007 e il 19 gennaio 2008 e raccolto in due volumi. Ogni volume contiene un capitolo di un'altra serie intitolata Tenshi no itazura (天使の悪戯?) e conclusasi in due ulteriori capitoli nel 2008.
Un adattamento anime diretto da Masahiko Ōkura e prodotto da Asahi Production e BeSTACK è stata trasmessa in Giappone dal 2 ottobre al 25 dicembre 2007 con il titolo Blue Drop: tenshitachi no gikyoku (BLUE DROP ～天使達の戯曲～?).
Tutte le storie dell'universo Blue Drop raccontano la guerra fra gli esseri umani e gli Arume (アルメ?), una razza di alieni composta esclusivamente da donne. Tuttavia, mentre i manga sono successivi alla guerra, e quindi raccontano la società così come essa si ridisegna dopo la conquista da parte degli Arume, l'anime racconta invece l'inizio dell'invasione. A livello temporale, la guerra di conquista si svolte fra il 2000 ed il 2008, concludendosi appunto con la vittoria degli alieni ai danni della razza umana. Nel 2009, gli alieni prendono il controllo del governo giapponese, dando vita al background principale intorno a cui, poi, ruotano le vicende dei protagonisti coinvolti.

## Trama

### Manga
Nel primo dei tre manga, le Arume possiedono il controllo di una particolare energia che, opportunamente utilizzata, si rivela potente al pari di un'arma biologica. Si tratta dell'energia chiamata Emiru Force, la quale, nel corso degli anni, si è deterioriata dando vita a delle creature estremamente pericolose, che si sono poi riunite in una forma di resistenza contro il governo centrale delle Arume. Fondamentalmente, questa è la premessa principale del primo manga, che è ambientato circa mille anni dopo la guerra di conquista. In tale manga, gli alieni cercano di sviluppare una sorta di vaccino da utilizzare sugli umani ed in grado di creare dei bambini con delle abilità speciali, da utilizzare come vittime sacrificali nella loro personale guerra contro le forze della resistenza. Di per contro, il gruppo di resistenza cerca in tutti i modi di salvare questi bambini umani dallo strapotere Arume e il manga si focalizza spesso sulle relazioni che nascono fra le protagoniste della resistenza e gli umani che esse cercano di proteggere.
Proprio in questo primo volume, si iniziano a definire anche i tratti caratteristici delle Arume: sono tutte donne, hanno tutte gli occhi blu e il loro sangue diventa color latte quando entra in contatto con l'aria. Ovviamente, essendo donne, le Arune sono tutte indistintamente omosessuali.
Nonostante i capitoli che compongono il primo manga siano tutti autoconclusivi, un personaggio è sempre ricorrente. Si tratta di Yui, una ragazza in parte umana ed in parte aliena che fa parte della resistenza contro le Arume. Yui possiede i caratteristici occhi blu della sua specie, il sangue che diventa bianco a contatto con l'aria ed è ovviamente lesbica. Altri personaggi ricorrenti sono Misato (美里?), un'aliena che lavora per il governo militare delle Arune, e Shōko (称子?), studentessa delle superiori.
Nel manga successivo, Blue Drop: Tenshi no Bokura, l'omosessualità delle Arune diventa la protagonista assoluta e negli episodi che vengono presentati si indagano le conseguenze dell'orientamento sessuale delle aliene sulla società umana. In particolare, due sono i risultati principali del cambiamento imposto dalle Arume: la creazione di particolari luoghi - come bar, o strade private - in cui è assolutamente vietato l'accesso agli uomini e i primi esperimenti ai danni degli umani, finalizzati al cambiamento di sesso. In particolare, questo volume segue la relazione fra Shōta, studente delle scuole superiori, e Kenzō, miglior amico di Shōta, mutato in donna dalle Arune.

### Anime
A differenza dei manga, la serie anime Blue Drop: Tenshitachi no Gikyoku è ambientata in un periodo strettamente antecedente la guerra. Le vicende si svolgono nel 1999, quando Mari Wakatake, la protagonista, si trasferisce presso il dormitorio della Accademia femminile Kaihō (海凰学園?, Kaihō Gakuen). Mari non è una studentessa come tutte le altre, e il suo passato nasconde un evento tragico di cui la ragazza non ha memoria: quattro anni prima del suo arrivo all'accademia, Mari è stata vittima di un incidente che ha portato alla morte di tutti gli esseri umani che vivevano nella sua isola natìa, incidente di cui Mari è l'unica sopravvissuta.
All'accademia, Mari incontra Hagino Senkōji, l'altra protagonista della serie, nonché idolo di tutte le studentesse e rappresentante di classe. Nonostante Hagino sia una persona tranquilla, il suo primo incontro con Mari è all'insegna del mistero, tant'è che la giovane, perfetta ragazza modello cerca di strangolare proprio Mari. Da quel momento in avanti, fra le due nasce un rapporto di odio e competizione che lentamente cambia durante tutta la serie, rivelando la profonda attrazione che le due ragazze provano ciascuna nei confronti dell'altra e il sentimento di amicizia, e poi d'amore, che ne nasce.
Tuttavia, Hagino non è una semplice studentessa giapponese, quanto piuttosto il comandante dell'astronave Arune chiamata Blue, che fa parte dell'avanguardia per la conquista della Terra. Con il procedere degli episodi, molte cose vengono disvelate al proposito di tale astronave e dell'incidente che portò alla morte di tutti gli abitanti dell'isola natale di Mari. Si scopre ad esempio che tale omicidio di massa non fu affatto voluto da Hagino, quanto piuttosto un incidente di cui la ragazza non ha colpa e di come da allora Hagino abbia continuato a vivere fra gli umani nel tentativo di espiare le proprie colpe, allo stesso tempo fingendo con i suoi superiori di essere impegnata in una missione segreta per raccogliere dati ed informazioni.
Man a mano che il tempo trascorre, e il rapporto fra Hagino e Mari si intensifica, l'Arune inizia ad avere dubbi sulla propria missione, finendo con il legarsi sempre di più agli umani e a prendere parte in qualità di difensore dell'umanità e quindi prima ribelle della storia delle Arune, alla guerra che poi vedrà la conquista della Terra da parte delle aliene.

## Radio drama
Oltre ai già citati manga e alla serie anime, il progetto Blue conta anche un radio drama, trasmesso in Giappone dal luglio 2007 al settembre dello stesso anno. Tale programma radiofonico segue la trama principale del primo manga, e quindi le figure di Yui, Misato e Shōko.
Nella primavera del 2008, i diversi episodi che lo compongono saranno organizzati in due diversi drama-CD, chiamati rispettivamente Blue Drop vol.1 Lovers Side e Blue Drop vol.2 Traitor Side.

## Doppiaggio
- Akiko Yajima: Mari Wakatake
- Miyuki Sawashiro: Hagino Senkōji
- Ai Orikasa: Azanael
- Akeno Watanabe: Akane Kawashima
- Kimiko Saitō: Hiroko Funatsumaru
- Miho Yamada: Yūko Sugawara
- Satsuki Yukino: Michiko Kōzuki
- Youko Asagami: Shivariel
- Yūko Gotō: Tsubael
- Ai Bandō: Mie
- Ai Nonaka: Futaba Suzuki
- Akiko Takeguchi: Madre di Hiroko
- Emi Shinohara: Yuriko Funatsumaru
- Hisanori Koyatsu: Kobun Kyoshi
- Hitomi Nabatame: Noval Operator 1, Student 1
- Jin Domon: Radio
- Jiro Saito: Gen-san
- Jōji Nakata: Fukamachi School Headmaster
- Kazuhiro Harasawa: Kanseikan
- Keiji Okuda: Chinpira A
- Kiyomitsu Mizūchi: Untenshu
- Kōzō Shioya: Padre di Michiko
- Mami Horikoshi: Madre di Michiko
- Masayo Kurata: Onomil
- Mayumi Asano: Sagara
- Minoru Inaba: Hasegawa
- Misaki Sekiyama: Kangofu
- Miyuki Ichijou: Maiyama School Head of Affairs
- Saori Seto: Noval Operator 3
- Seirō Ogino: Untenshu Taxi
- Shintarō Ōhata: Kyoshi 2
- Takayuki Masuda: Chinpira B
- Takuya Satō: Kyoshi 1
- Tomoko Kawakami: Kasagol
- Tsuguo Mugami: Aide, Fukukan
- Yoetsu Suzuki: TV Ana
- Yuka Inokuchi: Noval Operator 2, Student 2
- Yuki Tamaki: El Boll Commander
- Yukiko Hirotsu: Kazumi Yamada
- Yūdai Satō: Chinpira C
- Yūko Mōgi: Nonna di Mari